# Bedsted Sogn (Thisted Kommune)
 For alternative betydninger, se Bedsted Sogn. (Se også artikler, som begynder med Bedsted Sogn)
Bedsted Sogn var et sogn i Sydthy Provsti (Aalborg Stift). I 2018 blev det lagt sammen med Grurup Sogn til Bedsted-Grurup Sogn.
I 1800-tallet var Grurup Sogn anneks til Bedsted Sogn. Begge sogne hørte til Hassing Herred (Thisted Amt). Bedsted-Grurup sognekommune blev ved kommunalreformen i 1970 indlemmet i Sydthy Kommune, som ved strukturreformen i 2007 indgik i Thisted Kommune.
I Bedsted Sogn findes Bedsted Kirke. Den ligger 1 km nordøst for Gammel Bedsted (Gammel Kirkeby) og 2 km nordvest for stationsbyen Bedsted.
I Bedsted Sogn findes følgende autoriserede stednavne:
- Bedsted (bebyggelse), sognets hovedby
- Bedsted Hede (bebyggelse)
- Bedsted Thy Station (jernbanestation)
- Brogårde (bebyggelse)
- Brydbjerg (bebyggelse)
- Dalgårde (bebyggelse)
- Fladskær (bebyggelse)
- Fuglsang (bebyggelse, ejerlav)
- Gammel Bedsted (bebyggelse)
- Habæk (bebyggelse)
- Horsfelt (bebyggelse, ejerlav)
- Hundskær (bebyggelse)
- Morup Mølle (bebyggelse)
- Rønhede (bebyggelse)
- Rønhede Plantage (areal)
- Spangsbjerg (bebyggelse)
- Tandrup (ejerlav, landbrugsejendom)
- Tandrup Mark (bebyggelse)
- Vittrup (bebyggelse)